# 井上金峨
井上 金峨（いのうえ きんが、享保17年（1732年） - 天明4年6月16日（1784年8月1日））は、江戸時代中期の日本の儒学者である。折衷学を大成させたことで知られ、学派闘争を否定し蘐園学派（徂徠学）を痛烈に批判した。
名は立元、字は順卿（純卿）、通称は文平。号は金峨のほか、考槃翁・柳塘閑人等。

## 略歴
祖先は信濃の出身で、九世前の大膳という祖先は織田信長に仕え本能寺にて戦死したと伝えられる。この大膳の子の六朗から代々医者となり、祖父の喜庵・父の寛斎ともに藩医として常陸国笠間藩（現在の茨城県笠間市）の井上正之に仕えた。父の寛斎は医学書『経験方録』（全55巻）を著している。
金峨は江戸青山百人町にある笠間藩邸にて生まれたが、幼少期は笠間で過ごしている。父が江戸詰となってから、かねてから親交のあった伊藤仁斎門下の川口熊峯（かわぐちゆうほう）に師事し古義学を学ぶ。その後、儒官林鳳岡門下でありながら荻生徂徠を敬慕する井上蘭台に就き、折衷学を学ぶ。
24歳の時、金峨は家業の藩医を捨てて儒学者を志し、当初駒込に仮住まいし聴講者を集めて講義をした。この際一人当たり30文を講義料として徴収しており、日に150人以上集ったということであるから銅銭4貫500文を得ていたことになり衣食住には充分な稼ぎだったようだ。このような受講料を得て講義することを粥講（いくこう）というが、以降駒込にて塾を行うものはすべて金峨に倣ってこの粥講（売講）をして生計を立てた。
金峨はたびたび火事などに罹災したこともあったが生涯において延べ17回もの引っ越しをしている。
26歳で結婚するも1年ほどで妻が病没し、すぐに武井氏の娘と再婚をするが、この妻も2年足らずのうち19歳で歿した。金峨はこの妻の死の悼んで『情冤記』という小説を書いている。この頃、金峨道人のペンネームで師の井上蘭台とともに戯作『唐詩笑』と『小説白藤伝』を刊行している。
34歳のとき、金峨の評判を聞いた医学者の多紀藍渓（たき らんけい）より医学塾の躋寿館（せいじゅかん）の学政を一任され、自ら講義も行なった。ここでは医学生以外の聴講も許されており、金峨は折衷学を講義することもたびたびあった。躋寿館の名声とともに金峨の評判も高まっていった。
36歳のとき、金峨の生涯で最大の事件、山県柳荘の事件が生じる。親交の深い上州小幡藩の家老の吉田玄蕃が讒言にあい、藩政の顧問の山県柳荘とともに謀反の嫌疑をかけられ投獄された。さらに親友の沢田東江までもが連座するに及んで大獄に発展する（明和事件）。金峨はあやうく連座を免れたが、周囲に配慮して躋寿館を致仕せざるを得なかった。その後、相馬中村藩に仕え厚遇されるが、数年で辞して上野寛永寺の輪王寺宮の記室として仕えた。
金峨は馬術にも優れ、相馬候に仕えていた頃、暴れ馬を自由自在に乗り回し廻りで見ているものを驚かせたという。また中年以降、大庭景明について3年間、天文を学びこれを究めたが、あっさり観察記録を廃棄してしまったという。その理由は「精を空虚に労するは、生を保つ所以の道にあらず」というものだった。
天明4年、東叡王に随行し日光に登ったが、背中に疽（悪性の腫れ物）が出来て、急遽、籠にて下山。自宅造営中であったため、多紀藍渓の自宅で治療を受けていたが6月に病死した。享年53。愛宕の青松寺に葬られた。金峨の死を悼み、親友の六如上人が詩を遺している。
嗣子がなかったため、井上南台を養子に迎えている。
遺作は少ないが、山水図・蘭竹図などを画いた。また交遊のあった中山高陽の画、沢田東江の書とともに金峨の賛は江戸の名士達から人気が高かった。

## 学統
金峨は師の川口熊峯から古義学を、師の井上蘭台から朱子学と古文辞学を修め、折衷学を確立した。当時一世を風靡していた蘐園学派（徂徠学）の誤りを理論的に指摘した『弁徴録』を刊行すると一躍、学会の注目を受けることとなる。以降、徂徠学を痛烈に批判し続けて、衰退に導く。折衷学とは榊原篁洲を祖として端を発した学問であり、各学派間の争いを反省して起こった。諸説の優れた点を吸収しひとつの派閥に偏らないことが特徴である。金峨は、朱子・王陽明・伊藤仁斎・荻生徂徠の四家から優れたところを抽出し、自らの折衷学に取り入れている。詩に関しては当時流行していた唐詩を形骸化していると批判し、後の宋詩流行の先駆となった。
医学塾である躋寿館を講義の場としたことから、医師の間に折衷学（考証学）が広まっていった。また門弟の亀田鵬斎・山本北山・吉田篁墩らの門下に多くの俊英が育ち、折衷学派は藩校を中心に全国に広まり明治期まで続いた。

## 主な著書
- 『弁徴録』
- 『大学古義』
- 『易学折衷』
- 『経義緒言』
- 『経義折衷』
- 『読学則』
- 『解客難』
- 『師弁』
- 『匡正録』
- 『孝槃堂詩集』
- 『孝槃堂漫録』
- 『霞城講義』
- 『金峨先生焦余稿』（文集）
- 『病間長語』（随筆）

## 蔵書印
- 孝槃堂図書記

## 門弟
- 山本北山
- 亀田鵬斎
- 原狂斎
- 吉田篁墩
- 尾崎称斎
- 梅沢西郊
- 吉田両岡
- 熊谷尚之
- 多紀藍渓
- 多紀桂山
- 井上南台
- 菊池南陽
- 衣笠鳩陵
- 岡部四溟
- 下田芳次
- 菅東海
- 兼子天聾